# Velyka Pyssarivka
Velyka Pyssarivka (ukrainien : Велика Писарівка, russe : Великая Писаревка) est une commune urbaine de l'oblast de Soumy, en Ukraine. Elle compte 4 003 habitants en 2021.

## Histoire
Pendant la Seconde Guerre mondiale, Velyka Pyssarivka est occupée par les troupes nazies en octobre 1941. Pendant l'occupation, les nazis exécutent 36 villageois, 176 autres sont déportés en Allemagne pour le travail forcé. Après une tentative avortée par les soldats soviétiques début 1943, le village est finalement libéré en août 1943[réf. nécessaire].

### Invasion russe de 2022
Le 24 février, lors de l'invasion par la Russie, les forces russes sont entrées dans l'oblast de Soumy à proximité de Soumy, Chostka et Okhtyrka. Selon le gouverneur de l'oblast Dmytro Jyvytsky, les combats ont commencé à 7 h 30 aux environs de la ville, dans la direction de Velyka Pyssarivka. Selon le haut-fonctionnaire Anton Gerachtchenko, les forces russes ne sont pas parvenues à occuper la ville, et se sont retirés le jour suivant en laissant des blindés et de l'équipement.
Le 22 mai 2023, l'attaque du Corps des volontaires russes sur l'oblast de Belgorod est lancé depuis le point de passage frontalier de Velyka Pyssarivka qui est alors bombardé.